# James Daniels
(en) Statistiques sur pro-football-reference
James Daniels, né le 13 septembre 1997 à Warren en Ohio, est un sportif professionnel américain de football américain évoluant au poste d'offensive guard dans la National Football League (NFL) depuis la saison 2018 et pour les Dolphins de Miami depuis 2025.
Après avoir joué pendant trois saisons au niveau universitaire avec les Hawkeyes de l'Iowa dans la NCAA Division I FBS, il est sélectionné lors du deuxième tour de la draft 2018 de la NFL par la franchise des Bears de Chicago. Il y reste pendant quatre saisons et rejoint ensuite les Steelers de Pittsburgh en 2022 et les Dolphins dès 2025. 

## Biographie

### Carrière universitaire
Daniels joue comme centre pour les Hawkeyes de l'Iowa de 2015 à 2017. Après la fin de la saison 2017, il annonce faire l'impasse sur sa dernière année d'éligibilité pour se présenter à la draft de la NFL.

### Carrière professionnelle

#### Draft
James Daniels est sélectionné en tant que 39e choix global lors du deuxième tour de la draft 2018 par la franchise des Bears de Chicago. 

#### Bears de Chicago
Daniels commence son premier match en tant que titulaire lors du match contre les Jets en 8e semaine de la saison 2018 après qu'Eric Kush (en) se soit blessé au cou. Il dispute dix matchs lors de son année rookie, neuf au poste de garde (guard) gauche et un à droite.
Avant le début de la saison 2019, Daniels est déplacé au poste de centre, le centre Cody Whitehair étant déplacé au poste de garde gauche. En novembre, il prend place au poste de garde gauche à la suite de la blessure de Kyle Long.
Lors du 5e matchs de la saison 2020 contre les Buccaneers, Daniels se déchire le muscle pectoral. Cette blessure met un terme à sa saison.

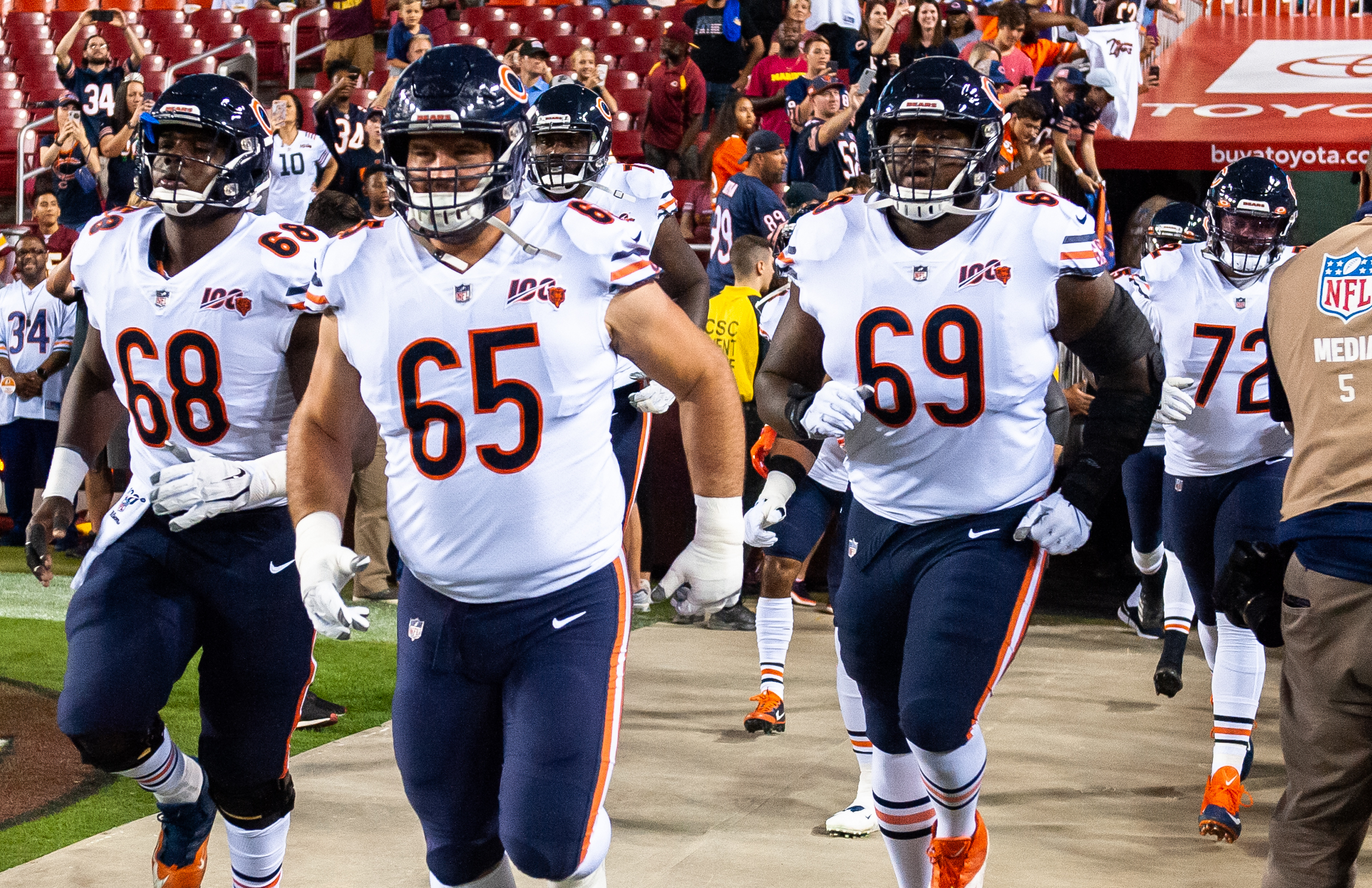
Daniels avec les Bears (no 68 en 2019.

#### Steelers de Pittsburgh
Le 17 mars 2022, il signe un contrat de 3 ans pour un montant de 26,5 millions de dollars avec les Steelers de Pittsburgh. 
Daniels a été le premier joueur à régulièrement porter une Guardian Cap (en) (rembourrage souple qui se fixe à la couche extérieure d'un casque de football américain et qui le recouvre) depuis le match de pré-saison contre les Texans de Houston le 9 août 2024,,.
Daniels se blesse au talon d'Achille lors du match en 4e semaine et est placé le 1er octobre 2024 sur la liste des réservistes blessés jusqu'en fin de saisons .

#### Dolphins de Miami
Le 13 mars 2025, Daniels signe un contrat de trois ans pour un montant de 24 millions de dollars avec les Dolphins de Miami.

## Statistiques
| Taille              | Poids            | Bras           | Main          | Sprint   | Sprint   | Sprint   | Shuttle 20 yards | 3 cones drill | Détente        | Détente            | Développé couché | Test Wonderlic |
| Taille              | Poids            | Bras           | Main          | 40 yards | 10 yards | 20 yards | Shuttle 20 yards | 3 cones drill | verticale      | horizontale        | Développé couché | Test Wonderlic |
| 1,91 m (6 ft 3⅜ in) | 139 kg (306 lbs) | 86 cm (33¾ in) | 24 cm (9½ in) | -        | -        | -        | 4,40 s           | 7,29 s        | 77 cm (30½ in) | 2,74 m (9 ft 0 in) | 21               | -              |

## Vie privée
Daniels est le plus jeune frère du running back LeShun Daniels (en), lequel avait été son coéquipier à Iowa et qui fut signé par les  Patriots de la Nouvelle-Angleterre en 2017 (agent libre non drafté).